# Император на французите
- Наполеон I
- Наполеон II
- Наполеон III

Император на французите (на френски: Empereur des Français) е титлата на монарха на Франция по време на Първата и Втората империя. Тя е носена от трима предстаители на рода Бонапарт с няколко прекъсвания между 1804 и 1870 година.

## Списък
Първа френска империя
- 18 май 1804 – 11 април 1814: Наполеон I

Стоте дни
- 20 март 1815 – 22 юни 1815: Наполеон I
- 22 юни 1815 – 7 юли 1815: Наполеон II

Втора френска империя
- 2 декември 1852 – 4 септември 1870: Наполеон III